# ボッタルガ

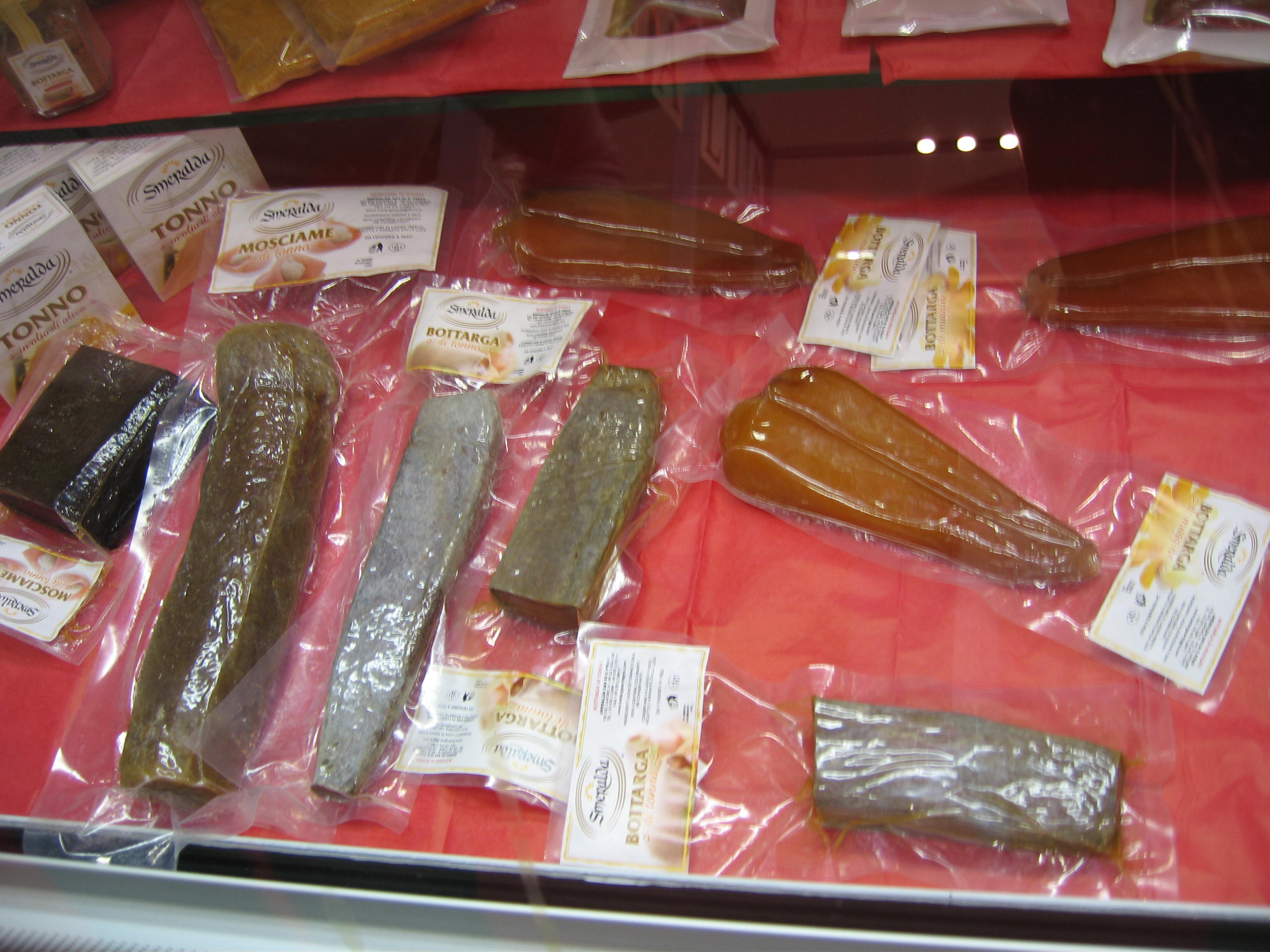
店頭に並ぶ数種類のボッタルガ

ボッタルガは、地中海料理で使われる食材・珍味。ボラやマグロの卵巣を塩漬け・乾燥にしたもので、カラスミの一種。

## 各国語名

### 呼称
イタリア語でボッタルガ（bottarga, bottarica）。フランス標準語ではブタルグ（boutargue, poutargue）であるが、産地プロヴァンス地方の方言であるオック語では botarga となり、スペイン語やカタロニア語でも botarga と綴る。ポルトガル語 butarga、サルデーニャ語 butàriga、ギリシア語アヴゴタラホ（αυγοτάραχο）。英語でボターゴ（botargo）である。

### 語源
イタリア語形「ボッタルガ」は、アラビア語 بطارخة buṭarḫah （複数形 「バターレフ」buṭariḫ بطارخ）に由来すると考察される。さらに遡及すると原語は中世ギリシア語「オイオタリホン」（ᾠοτάριχον [oiotárikhon] < ᾠóν 「卵」 + τάριχον ）で、直訳すると「魚の塩漬け（ピクルス）」である。
イタリア語形「ボッタルガ」は、少なくとも1500年頃までには用語として成立している。バルトロメオ・プラティナ著『正しい食卓がもたらす喜びと健康』（ De Honesta Voluptate et Valetudine、1474年頃。印刷本として世界最古の料理本）では、ギリシャ語名の音写である ova tarycha と記するのみであったが、同書のイタリア語への翻訳写本では、botarghe と記している。
ギリシア語の最初の用例は、11世紀のシュメオン・セトの著述で「オイオタリホン」を「完全に避けるべき」食材としている記述とされているが、一方では、同然の成句は、太古ヘレニズム時代にも用例があるとの指摘がある。この太古の「魚の卵の塩漬け」が「ボッタルガ」と同一かは考証が難しいが、その可能性は示唆されている。 
オックスフォード英語辞典等では、ギリシア語形からコプト語形 outarakhon を経てアラビア語に借用されたとしているが、むしろギリシア語から直接アラビア語圏にもたらさたとみる学説がある。現代ギリシア語名は、卵を意味する中世ギリシア語接頭語ᾠó-を、現代語のαυγόに置き換えて「アヴゴタラホ」という語を形成した。

## 製造方法
日本のカラスミと同様にボラの卵巣を原料にしたものが一般的だが、このほかクロマグロの卵巣を使用した種類があり、イタリア語でこれらを区別する場合、ボラのものを「ボッタルガ・ディ・ムッジネ」、マグロのものを「ボッタルガ・ディ・トンノ 」と称する。サルデーニャ島名産のボラの卵のボッタルガは琥珀色で「サルディーニャの金」とも呼ばれている。ほかにメカジキの卵を使う製品もある。卵巣は、塩漬けにし、数週間ほど乾燥・熟成させる。変性して硬い扁平形の塊となり、保存性を高めるために蜜蝋でコーティングして固めることもあるが、自然の卵巣の外膜のままの製品もつくられる。

## 調理法
薄切りにしたり、チーズおろし等で粉末状にして使う。
イタリアでは、シチリア島、サルデーニャ島の郷土料理で知られる。代表的なのは、オリーブ油とレモン汁であえて、パンを添えたり、クロスティーニとして楽しむ。また、削ったりすりおろした粉末をからめたボッタルガのパスタも定番。
ギリシアでは、内海の湾で水揚げされたボラで作られる。メソロンギ産のアヴゴタラホは、欧州連合（EU）およびギリシアの原産地名称保護制度(PDO)に指定されている数少ない海産物のひとつである
。
トルコやギリシアで「タラマ」とは魚卵で作る前菜のことで、タラモサラタは、その「サラダ」を意味するが、本来はボラの卵を使う。だが現在では一般的にはタラやコイのオレンジ色の卵が代用品として使われる。
トルコ産のボラの卵巣の塩漬けは、スローフード運動の「味覚の方舟」(en:Ark of Taste)に、“haviar”という名で登録されている。産地は、トルコ南西岸のダルヤンで、キョイジェイズ湖より回遊してきた成魚を原料とする。
ボッタルガは、北アフリカ、モーリタニア、セネガル、アメリカ合衆国フロリダ州などでも生産されている。